# Северо-Восточный Дели
Северо-Восточный Дели (англ. North East Delhi) — округ на северо-востоке Дели, один из двух округов, расположенных на левом берегу Джамны.
87,66 % населения составляют индуисты, 10,34 % мусульмане.